# Шаман-Гора (Забайкальский край)
Шаман-Гора — комплекс археологических памятников в Хилокском районе Забайкальского края России в окрестностях нежилого села Дутый, расположенного на берегу реки Дута (приток Арея). В целом комплекс определён как святилище, датированное поздним неолитом — ранней бронзой.

## Описание
Комплекс связан с живописным скальным массивом. В одном из гротов на высоте 12 м над рекой были найдены рисунки, выполненные красной охрой, на которых изображены антропоморфные фигуры (человечки и шаманы) и животные (скорее всего, бизонов). Панно с рисунками занимает площадь около 310х200 см.
Под плоскостью с данными рисунками были проведены раскопки. Всего выявлено четыре литологических слоя. Во втором наиболее богатом культурном слое было обнаружено 22 артефакта, в том числе девять наконечников стрел, четыре из которых сломаны. Остальные изделия — крупные вкладыши, скребки, микропластинки, миниатюрный халцедоновый отщеп.
На более высоком участке Шаман-Горы находится большая скальная плоскость с семью группами рисунков, выполненных красной и малиновой охрой. Выделяются крупные фигуры (до 25 см) шаманов с лучами-косами на голове. На соседней скале расположен ещё один пункт рисунков, представленный фигурами шамана, человека, кабана. Под скалами на склоне собран подъёмный материал палеолитического и неолитического облика. В одном из гротов найдено средневековое захоронение. Исследования археологического комплекса проводились под руководством М. В. Константинова.

## Датирование
Вопрос датирования рисунков на Шаман-Горе является актуальным по сей день. М. В. Константинов полагает, что фигуры быкообразных животных, как и все панно грота Шаман-Горы, датируется не раннее позднего неолита (конец 2 тыс. до н. э.). Такие исследователи, как В. А. Цыбиктаров и И. А. Пономарева, напротив, считают, что данные рисунки могут датироваться эпохой позднего палеолита, ссылаясь на то, что на панно изображены плейстоценовые животные (бизоны). Также данные ученые находят аналогии подобных изображений на Быркинской писанице и Утени. Из этого следует, что сих пор отсутствует единая точка зрения, касательно возраста основного панно памятника.

## Иллюстрации

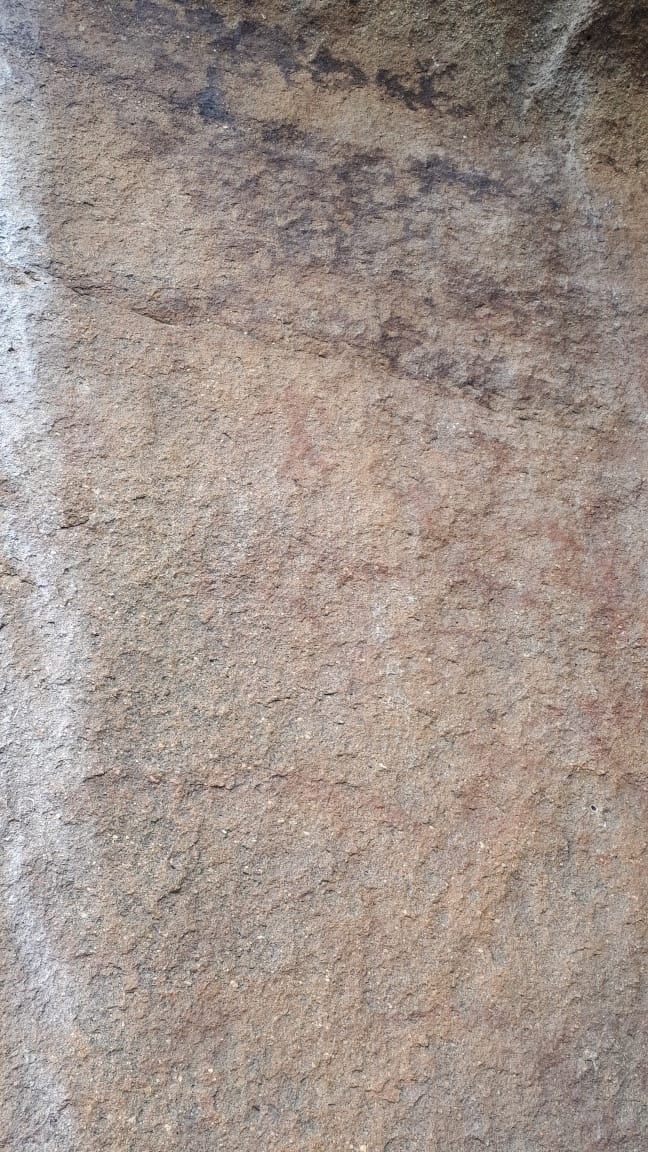
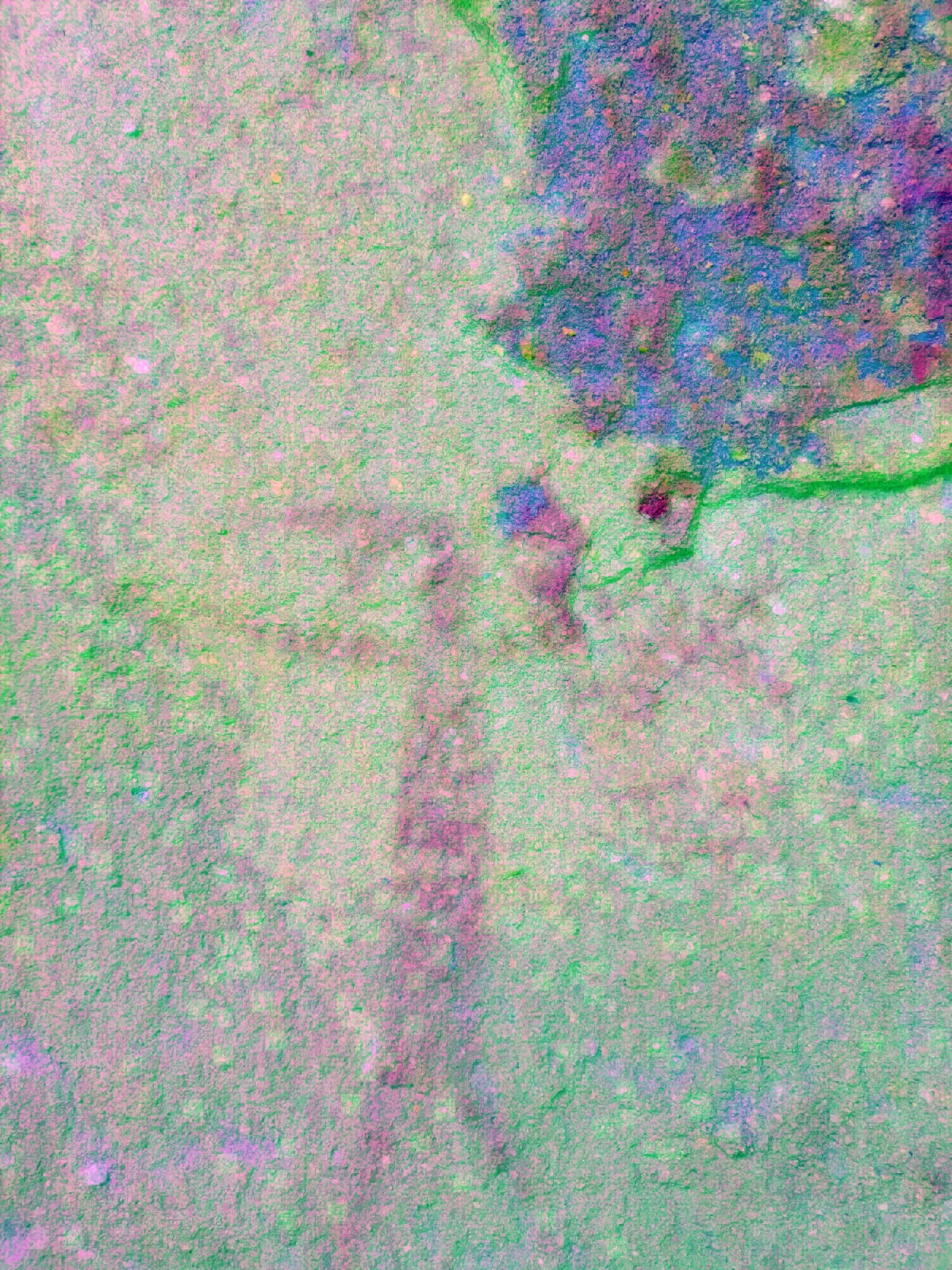
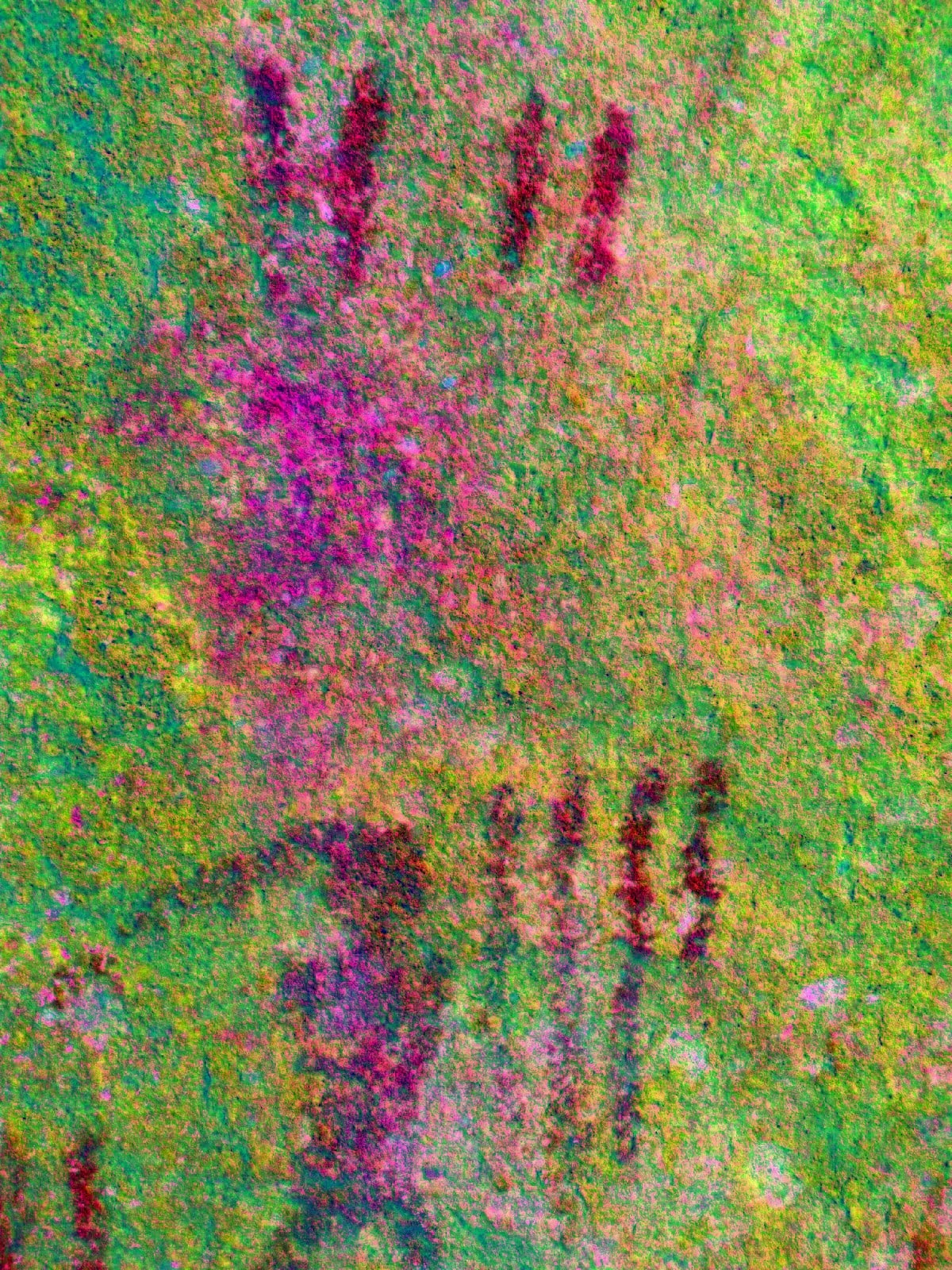
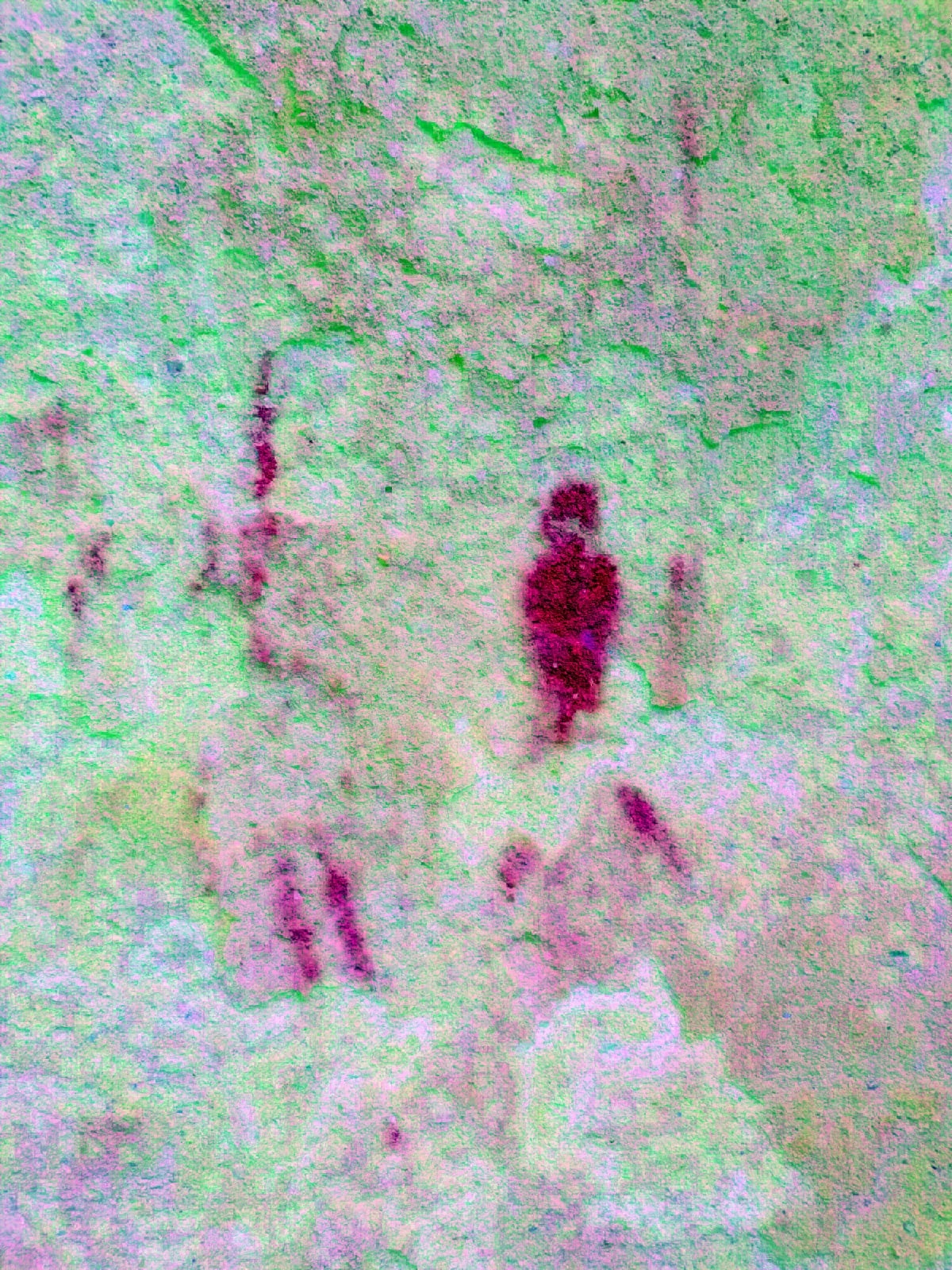
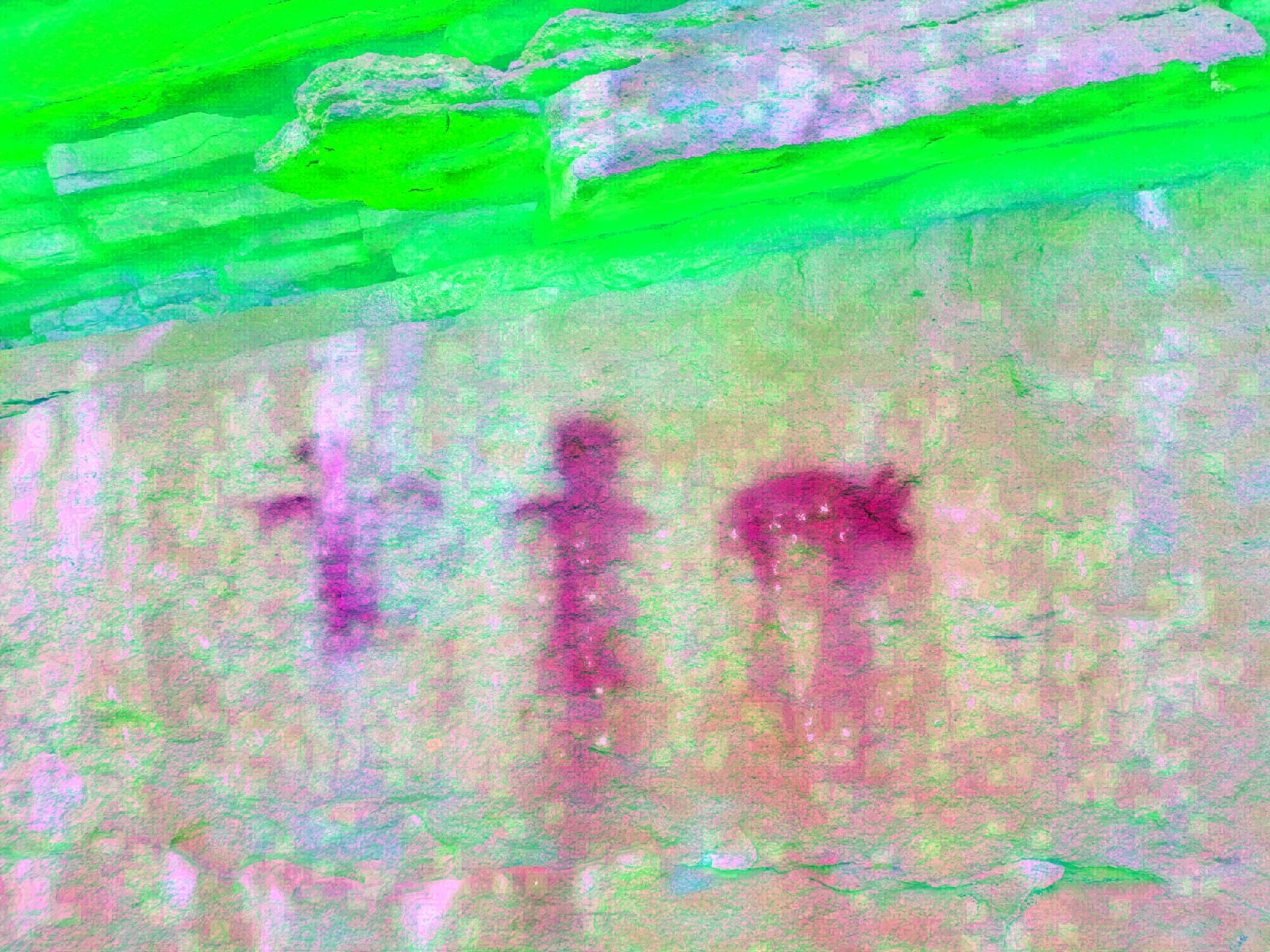